# Campionati europei di nuoto paralimpico
I Campionati europei di nuoto paralimpico (in inglese IPC Swimming European Championships) sono i campionati europei di nuoto per atleti disabili. Sono organizzati dal Comitato Paralimpico Internazionale (IPC) ogni due anni, negli anni pari.
Le prime due edizioni si sono tenute in anni dispari, 2009 e 2011, per poi passare agli anni pari a partire dall'edizione del 2014.

## Edizioni
| Anno | Nazione     | Città     |
| ---- | ----------- | --------- |
| 2009 | Islanda     | Reykjavík |
| 2011 | Germania    | Berlino   |
| 2014 | Paesi Bassi | Eindhoven |
| 2016 | Portogallo  | Funchal   |
| 2018 | Irlanda     | Dublino   |
| 2021 | Portogallo  | Funchal   |
| 2024 | Portogallo  | Funchal   |